# Cocomelon
Cocomelon (conocido anteriormente como ThatsMEonTV y ABCkidTV) es un programa multimedia de streaming adquirido por la compañía británica Moonbug Entertainment y mantenido por la compañía estadounidense Treasure Studio. Cocomelon se especializa en videos de animación 3D de rimas infantiles tradicionales y sus propias canciones infantiles originales.
En YouTube es el tercer canal con más suscriptores por detrás de MrBeast y T-Series, además de ser el segundo con más visualizaciones.

## Historia

### 2006-2013: ThatsMEonTV
El 1 de septiembre de 2006, Cocomelon fue creado en YouTube para proporcionar a los espectadores educación gratuita. Luego conocido como ThatsMEonTV, el canal subió dos versiones de la canción del alfabeto a YouTube muy aclamadas en su primer día. El canal subió su tercer video 9 meses después, titulado «Learning ABC Alphabet – Letter “K” — Kangaroo Game». La mayoría de los videos en el canal enseñaban el alfabeto con una longitud típica de entre uno y dos minutos luego fueron añadiendo más contenido y más enseñanzas.

### 2013-2018: ABCkidTV
En 2013, la era ABCkidTV introdujo una nueva introducción y logotipo. El logotipo mostraba un televisor con una mariquita en la esquina superior izquierda. El canal comenzó a remasterizar videos antiguos seguidos de una transición de videos alfabéticos a rimas infantiles y longitudes de video más largas. En pocos años, el canal introdujo la animación 3D, con su primer personaje en 3D siendo utilizado en Twinkle Twinkle Little Star el 8 de abril de 2016. El video mostraba a una estrella voladora en 3D guiando personajes en 2D a través del cielo. Hacia finales de 2016, las subidas de vídeo de animación 3D se volvieron más frecuentes y más largas, con algunos vídeos utilizando la tecnología de captura de movimiento. La animación y la producción musical continuaron modernizando, y se formó un elenco recurrente de personajes, con J. J., TomTom, YoYo y muchos otros.

### 2018-Act: Cocomelon
Después de nueve años en YouTube, Cocomelon alcanzó el millón de suscriptores el 16 de mayo de 2016. Medio mes después, el canal alcanzó los mil millones de visitas. Los dos años siguientes siguieron creciendo con casi 400 000 suscriptores al mes, hasta diez millones de suscriptores y ganando 7000 millones de visitas. Comenzaron a crecer rápidamente con el lanzamiento de «No No» Bedtime Song, un video en el que YoYo tiene que usar animales de peluche para conseguir que JJ se prepare para la cama, que fue lanzado en julio de 2017 y se convirtió en su video más visto, actualmente con más de 1000 millones de visitas.
Cocomelon tuvo la segunda mayor ganancia de suscripciones a canales de YouTube en 2019 con un aumento de más de 36 millones, terminando el año en 67.4 millones en suscripciones de canales. En 2018, el algoritmo de YouTube recomendó el video de Cocomelon «Bath Song + More Nursery Rhymes & Kids Songs» 650 veces «entre las 696 468 sugerencias que Pew Research Center rastreó» convirtiéndolo en el video más recomendado en YouTube. A partir de septiembre de 2020, ese video ha recibido más de 3200 millones de visitas en YouTube, lo que lo convierte en el 10° video más visto en el sitio. Además, su segundo video más popular, «Yes Yes Vegetables Song», ha recibido más de 2500 millones de visitas, lo que lo convierte en el 36° video más visto en el sitio.
En abril de 2019, The Wall Street Journal estimó los ingresos publicitarios anuales de Cocomelon en 120 millones de dólares. En mayo y junio de 2019, Cocomelon recibió 2500 millones de reproducciones de vídeo, con un promedio de 83 millones de espectadores diarios. Comparativamente, las «cuatro principales cadenas de televisión promediaron sólo 13 millones de espectadores diarios durante la temporada de televisión». En julio de 2019, YouTube cambió su algoritmo después de que la Comisión Federal de Comercio planteara preocupaciones sobre la seguridad de los niños. Varios canales infantiles se vieron afectados, incluyendo Cocomelon, que «bajó de 575 millones de visitas la semana anterior al cambio, a 436 millones la semana de, a 307 millones la semana siguiente, y 282 millones la semana siguiente».
Los videos de Cocomelon también alcanzaron popularidad fuera de YouTube; en septiembre de 2020 Netflix clasificó a Cocomelon como su tercer programa más popular. Cocomelon fue clasificado #1 en la lista de programas de Netflix de Reelgood para 2020, por delante de The Office y The Queen's Gambit.
El 12 de diciembre de 2020, Cocomelon se convirtió en el tercer canal de YouTube en el mundo en obtener 100 millones de suscriptores. A finales de 2020, Cocomelon añadió contenido en español y portugués. En 2021 Cocomelon añadió contenido en alemán, árabe, chino, francés e italiano.
El 4 de abril de 2021, se estrenó en Cartoonito en el Reino Unido. 

#### Competencia en suscriptores con PewDiePie
Se predijo que Cocomelon superaria a PewDiePie en algún momento de 2021, convirtiéndose en el segundo canal de YouTube con más suscriptores. En respuesta a esto, PewDiePie lanzó un diss track llamado «Coco» el 14 de febrero de 2021. La canción incluye letras burlónas hacia Cocomelon, lenguaje soez, niños bailando con Kjellberg y cantando solos, insultos contra el rapero 6ix9ine y la escritora J. K. Rowling y la aparición del músico británico Boyinaband al final del video musical. Desde entonces, el video ha sido eliminado de YouTube por acoso y política de ciberacoso.
Finalmente el 25 de abril de 2021, Cocomelon superó oficialmente en suscriptores a PewDiePie convirtiéndose en el segundo canal con más suscripciones de YouTube, solo por detrás de T-Series. Esta distinción se mantuvo hasta el 15 de junio de 2023, cuándo Cocomelon fue superado en suscriptores por MrBeast, regresando a la tercera posición.

## Producción

### Formato de los vídeos
El diario peruano El Comercio ha señalado que Cocomelon y otros programas infantiles similares recurren al uso excesivo de cambios de toma (alrededor de 35 por minutos) y a la utilización de colores estridentes.

### Identidad
El sitio web de Cocomelon ha descrito a la compañía como con 20 empleados. Cuando The Wall Street Journal intentó averiguar quién crea videos de Cocomelon, no pudieron ponerse en contacto con Treasure Studio, que posee el canal. La revista Wired localizó a una pareja en Irvine que parecía tener algunos vínculos con Treasure Studio, pero no pudo confirmar que eran dueños del canal. En febrero de 2020, Bloomberg Businessweek identificó a una pareja del condado de Orange, California, como los propietarios de Treasure Studio y Cocomelon.

### Productos
En febrero de 2020, el director ejecutivo de la compañía anunció planes para introducir juguetes basados en estos personajes, y ha mencionado la posibilidad de un largometraje. Se espera que los juguetes incluyan muñecas de felpa y vehículos de juguete, con una fecha de lanzamiento prevista para el otoño de 2020. El envío de algunos juguetes fue anunciado más tarde para agosto. En diciembre, la compañía comenzó a vender ropa a través de su sitio web directamente.

## Canales de YouTube
| Canales propios         | Canales propios        | Canales propios                    | Canales propios   | Canales propios   | Canales propios   | Canales propios   | Canales propios   | Canales propios | Canales propios | Canales propios |
| Canal                   | Suscriptores, millones | Visualizaciones, miles de millones | Placas de YouTube | Placas de YouTube | Placas de YouTube | Placas de YouTube | Placas de YouTube |                 |                 |                 |
| ----------------------- | ---------------------- | ---------------------------------- | ----------------- | ----------------- | ----------------- | ----------------- | ----------------- | --------------- | --------------- | --------------- |
| Cocomelon               | 195                    | 206                                | 100 000           | 1 000             | 10 000            | 50 000            | 100 000           |                 |                 |                 |
| CoComelon en Español    | 3.44                   | 2.24                               | 100 000           | 1 000             |                   |                   |                   |                 |                 |                 |
| CoComelon em Português  | 4.00                   | 4.14                               | 100 000           | 1 000             |                   |                   |                   |                 |                 |                 |
| CoComelon Deutsch       | 0.73                   | 0.38                               | 100 000           |                   |                   |                   |                   |                 |                 |                 |
| Cocomelon Arabic        | 1.44                   | 0.58                               | 100 000           | 1 000             |                   |                   |                   |                 |                 |                 |
| CoComelon en Français   | 1.66                   | 1.03                               | 100 000           | 1 000             |                   |                   |                   |                 |                 |                 |
| Al 20 de agosto de 2025 |                        |                                    |                   |                   |                   |                   |                   |                 |                 |                 |